# Hedwigia glyphocarpa
Hedwigia glyphocarpa là một loài Rêu trong họ Hedwigiaceae. Loài này được (Hampe) Kindb. mô tả khoa học đầu tiên năm 1888.